# William Painter (Schriftsteller)
William Painter (* um 1540 in Kent; † 14. Februar 1594 in London) war ein englischer Schriftsteller und Übersetzer in der Renaissance.

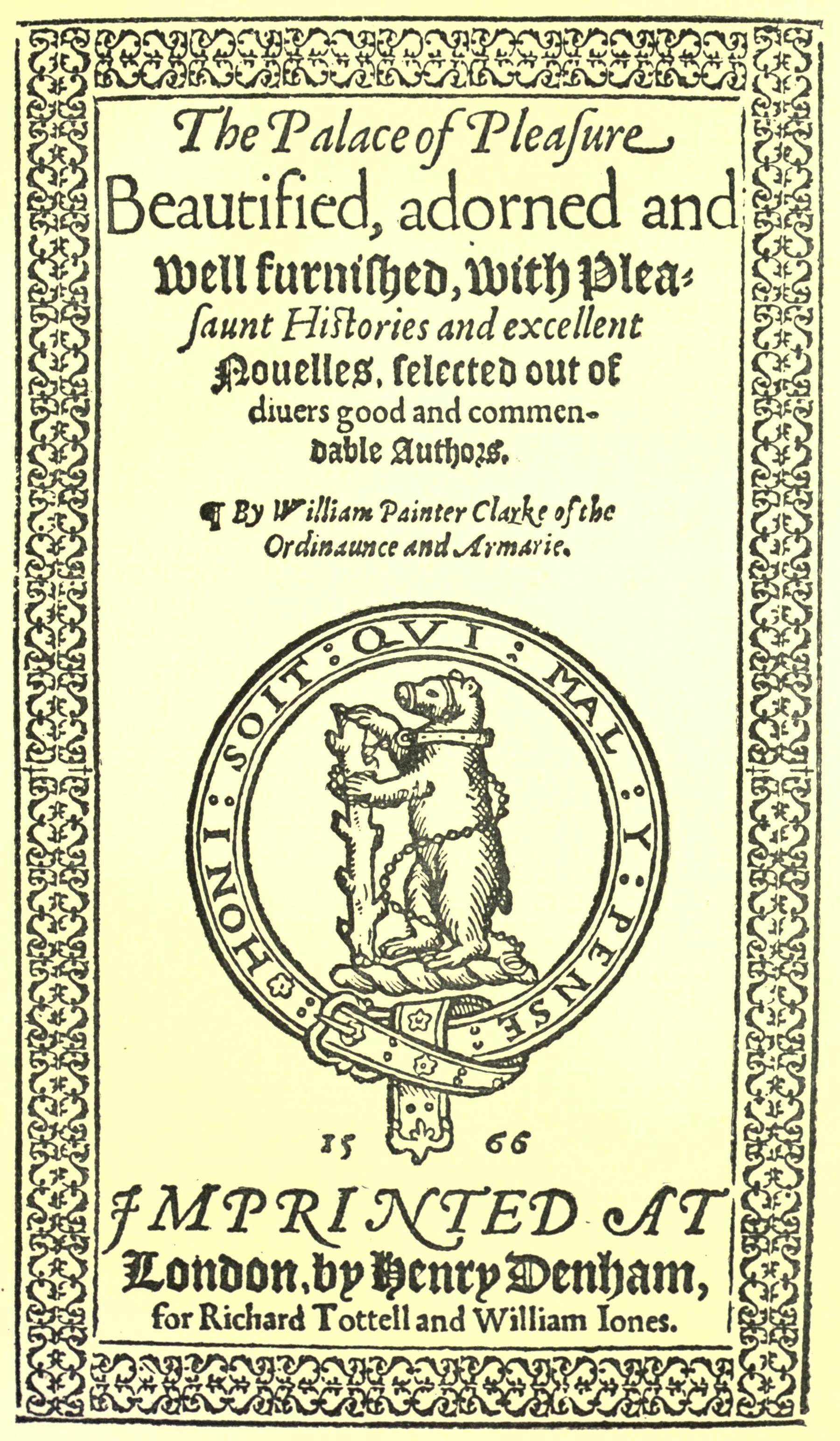
The Palace of Pleasure, London 1566

## Leben
Painter ließ sich 1554 im St John’s College (Cambridge) immatrikulieren. 1561 war er Feldzeugmeister im Tower of London. Obwohl man ihn der Veruntreuung von Regierungseigentum beschuldigte (1586), wurde er nicht verfolgt.
Painters Ruhm beruht hauptsächlich auf seinem Werk The Palace of Pleasure (1566–67), einer Sammlung klassischer und zeitgenössischer italienischer und französischer Liebesgeschichten, die er ins Englische übersetzte. Painter diente Dramatikern zur Zeit Elisabeth I. als Quelle, unter anderem auch William Shakespeare für Timon von Athen, die Komödie Ende gut, alles gut oder Romeo und Julia und John Webster für Die Herzogin von Malfi. Zu seinen Quellen zählen u. a. Livius, Plutarch, Boccaccio, Bandello, Straparola und Margarete von Navarra.